# Juana de Ponthieu
Juana de Dammartín (en francés, Jeanne de Dammartin; c. 1220-Abbeville, 16 de marzo de 1279). También conocida como Juana de Ponthieu, fue reina consorte de Castilla y de León (1237-1252) por su matrimonio con Fernando III de Castilla. También gobernó como condesa de Ponthieu (1237-1279) y Aumale (1237-1279). Sus padres fueron Simón de Dammartín, conde de Aumale, y su esposa María de Ponthieu condesa de Ponthieu y de Montreuil, esta última nieta del rey Luis VII de Francia y de Constanza de Castilla.  Su hija, la reina inglesa Leonor de Castilla, fue su sucesora en Ponthieu. Fernando II, conde de Aumale, su hijo y cogobernante en Aumale, murió antes que ella, de manera que la sucedió su nieto, Juan I, conde de Aumale.
Primera señora de Escañuela que cedió sus posesiones a su hijo don Luis de Castilla Danmartin, segundo señor de Escañuela.

## Familia
Juana era la hija mayor de Simón de Dammartin, conde de Ponthieu (1180- 21 de septiembre de 1239), y su esposa María de Ponthieu, condesa de Montreuil (17 de abril de 1199-1251). Sus abuelos paternos fueron Alberico III, conde de Dammartin, y Matilde de Clermont, hija de Reginaldo de Clermont, conde de Clermont-en-Beauvaisis, y Clemencia de Bar. Sus abuelos maternos fueron Guillermo IV de Ponthieu y Adela, condesa del Vexin, hija de Luis VII de Francia y Constanza de Castilla.

## Enrique III de Inglaterra
Después de que se llevaran a cabo negociaciones secretas en 1234, se acordó que Juana se casara con el rey Enrique III de Inglaterra. Este matrimonio habría sido políticamente inaceptable para los franceses, sin embargo, puesto que Juana iba a heredar no solo el condado de Ponthieu de su madre, sino también el condado de Aumale conferido a la familia de su padre. Ponthieu limitaba con el ducado de Normandía, y Aumale quedaba dentro de la propia Normandía. El rey francés Felipe Augusto había tomado Normandía al rey Juan de Inglaterra recientemente, en 1205, y los herederos de Felipe no podían arriesgarse a que la monarquía inglesa recuperase ninguna tierra en esa región, puesto que ello permitiría a los Plantagenet restablecer el control en Normandía.
El padre de Juana, Simón, se había implicado en una conspiración de nobles de la Francia septentrional contra Felipe Augusto y para obtener el perdón del hijo de Felipe, Luis VIII, Simón —quien solo tenía hijas— se vio obligado a prometer que no casaría a ninguna de sus dos hijas mayores sin el permiso del rey de Francia. En 1235, la reina regente de Francia, Blanca de Castilla, invocó la promesa en nombre de su hijo, el rey Luis IX de Francia, y amenazó con privar a Simón de todas sus tierras si Juana se casaba con Enrique III.[cita requerida] Blanca también pidió al papa que denegara el matrimonio por motivos de consanguinidad. Él estuvo de acuerdo, denegando la dispensa que Enrique había pedido, y por la que había pagado. Enrique entonces abandonó el proyecto de casarse con Juana y en enero de 1236 se casó con Leonor de Provenza, la cuñada de Luis IX.

## Reina de Castilla
En noviembre de 1235, el sobrino de Blanca de Castilla, el rey Fernando III de Castilla, había perdido a su esposa, Beatriz de Suabia, y la hermana de Blanca, la reina madre Berenguela de Castilla, madre de Fernando, estaba preocupada por que su hijo viudo pronto se involucrara en relaciones inapropiadas para su dignidad como rey. Berenguela decidió encontrar otra esposa para Fernando, y su hermana Blanca sugirió a Juana de Dammartin, cuyo matrimonio con el rey de Castilla impediría que su herencia cayera en manos hostiles.
En octubre de 1237, con una edad alrededor de diecisiete años, Juana se casó en la ciudad de Burgos con Fernando III el Santo, rey de Castilla y de León, viudo de su primera esposa, Beatriz de Suabia. Fue elegida como esposa del monarca por su madre, la reina Berenguela, gracias a la mediación de su hermana Blanca, reina de Francia. Los monarcas franceses acordaron con los Dammartín que no casarían a ninguno de sus hijos sin el consentimiento real. La reina Blanca se enteró del interés de Enrique III de Inglaterra por casarse con Juana de Dammartín, e hizo la propuesta a su hermana, pues no quería una alianza entre los Dammartín y sus enemigos ingleses. El 31 de agosto de 1237, Berenguela y su hermana Blanca obtuvieron la dispensa papal para el matrimonio del rey Fernando y Juana, ya que ambos estaban emparentados por descender del rey Alfonso VII de León. Según el contrato de matrimonio, el condado de Ponthieu, que Juana al final heredó en 1256, permanecería en Francia. Puesto que Fernando ya tenía siete hijos nacidos de su primer matrimonio con Beatriz de Suabia, las posibilidades de que Ponthieu fuera absorbida por Castilla eran prácticamente nulas.
Acompañó a Fernando a Andalucía y vivió con él en el campamento del ejército mientras asediaba Sevilla en 1248. En 1247 o principios de 1248, su esposo el rey Fernando le concedió el señorío de Carmona a título personal y en mayo de 1248 la reina hizo una donación de tierras y casas en Carmona a la Orden de Calatrava. que fue recuperado por la corona a la muerte del rey en 1253. 
A la muerte de su madre en 1251, Juana la sucedió como condesa de Ponthieu y Montreuil, títulos que llevó por derecho propio.
Después de que Fernando III muriera en 1252, Juana no tuvo una relación cordial con el heredero de su marido, su hijastro Alfonso X de Castilla, con quien disputó las tierras y los ingresos que tenía que haber recibido como reina viuda de Castilla. En algún momento en 1253, se alió y apoyó a otro de sus hijastros, Enrique de Castilla, quien también creía que Alfonso no le había dado toda la riqueza que su padre pretendió que tuviera. Juana, no muy sensatamente, acudió a encuentros secretos con Enrique y sus partidarios, y se rumoreó que ella y Enrique eran amantes. Esto tensó aún más sus relaciones con Alfonso y en 1254, poco antes de que su hija Leonor fuera a casarse con Eduardo de Inglaterra, Juana y su hijo mayor Fernando dejaron Castilla y regresaron a su Ponthieu nativa.

## Gobierno en Ponthieu y Aumale
En algún momento entre mayo de 1260 y el 9 de febrero de 1261, Juana se casó por segunda vez, con Juan de Nesle, señor de Falvy y de La Hérelle (m. el 2 de febrero de 1292). Se dice en ocasiones que tuvo una hija de este matrimonio, Beatriz, pero de hecho esta era hija del primer matrimonio de Juan de Nesle. En 1263, Juana fue reconocida como condesa de Aumale después de la muerte de un primo Dammartin sin hijos. Pero su hijo Fernando murió alrededor del año 1265, dejando a un hijo joven conocido como Juan de Ponthieu.
Durante su matrimonio con Juan de Nesle, Juana acumuló considerables deudas y también parece que permitió que sus derechos como condesa de Ponthieu se debilitaran. La muerte de su hijo Fernando en 1265 convirtió al siguiente de sus hijos, Luis, en su heredero en Ponthieu pero alrededor de 1275 él también murió, dejando dos hijos. Sin embargo, de acuerdo con las costumbres sucesorias de Picardía, donde se encuentra Ponthieu, el nieto más joven de Juana, Juan de Ponthieu no podía sucederla allí; quien se convirtió automáticamente en heredera suya en Ponthieu fue su hija adulta, Leonor, quien estaba casada con Eduardo I de Inglaterra. No parece que a Juana le disgustara la perspectiva de que Ponthieu pasara a dominio inglés; desde 1274 hasta 1278, de hecho, tuvo con ella a su nieta Juana de Acre (la hija de Eduardo I y Leonor) en Ponthieu, y parece que trató a la chica con tal indulgencia que cuando la devolvió a Inglaterra sus padres descubrieron que estaba muy mimada.
La misma naturaleza indulgente parece que hizo a Juana descuidada con sus deberes como condesa. Cuando falleció en la ciudad de Abbeville, el 16 de marzo de 1279, su hija y yerno se vieron así enfrentados con las vastas deudas de Juana. Para impedir que el rey de Francia se implicara él mismo en los asuntos del condado, tuvieron que pagar rápidamente las deudas tomando dinero a préstamo de los ciudadanos en Ponthieu y de ricas abadías en Francia.
También tuvieron que enfrentarse a una larga lucha legal con el sobrino de Leonor, Juan de Ponthieu, a quien Juana legó una gran cantidad de tierra en Ponthieu así como importantes derechos legales relacionados con esos estados. La disputa se resolvió cuando Juan de Ponthieu fue reconocido como sucesor de Juana en Aumale según las tradiciones hereditarias que prevalecían en Normandía, mientras que Eduardo y Leonor retuvieron Ponthieu y Juan renunció a toda pretensión allí. Usando la riqueza inglesa, Eduardo y Leonor restauraron la estabilidad en la administración de las finanzas de Ponthieu, y ampliaron considerablemente el patrimonio condal adquiriendo allí gran cantidad de tierras.

## Matrimonio y descendencia
Fruto de su matrimonio con Fernando III el Santo, rey de Castilla y de León, nacieron cuatro hijos y una hija:
- Fernando de Castilla (1238 - c. 1265)[2]. Conde de Aumale y barón de Montgomery, falleció en Francia. Se casó con Laura de Monfort, señora de Espernon, en algún momento posterior a 1256 y tuvieron descendencia.
- Leonor de Castilla (1241 - 1290)[2]. Condesa de Ponthieu, quien se casó con el rey Eduardo I de Inglaterra y tuvieron descendencia, entre ellos, Eduardo II de Inglaterra. Fue sepultada en la Abadía de Westminster.
- Luis de Castilla (c. 1243 - c. 1275) Señor de Marchena y Zuheros, contrajo matrimonio con Juana Gómez de Manzanedo, señora de Gatón, nieta de Rodrigo Rodríguez Girón. Tuvieron descendencia.
- Simón de Castilla (n. 1244). Falleció en su juventud y se supone que fue sepultado en el Monasterio de Santa Fe de Toledo.
- Juan de Castilla (1246 - 1246). Murió recién nacido y fue sepultado en la Mezquita-Catedral de Córdoba.

De su Segundo matrimonio con Juan III de Nesle, señor de Falvy nacieron un hijo y dos hijas:
- Felipa Nesle (1252 - 1330). contrajo matrimonio con Roberto VII Bertrand de Bricquebec, vizconde de Roncheville. tuvieron descendencia.
- Juana de Falvy de Nesle (1253 - 1280). contrajo matrimonio con Guillaume V de Béthune, heredero de Lokeren. tuvieron descendencia.
- Guy de Nesle (n. - 1302). Se convirtió en conde de Aumale.